# Marie-Madeleine de Chauvigny Gruel de La Peltrie

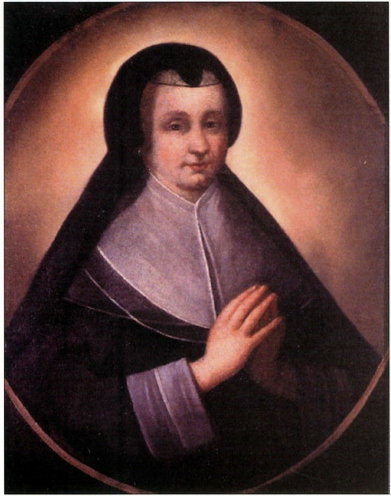
Marie-Madeleine de Chauvigny de la Peltrie

Marie-Madeleine de Chauvigny Gruel de La Peltrie, född 28 oktober 1603 i Alençon, död 18 november 1671 i Québec, var en fransk missionär och klostergrundare.

## Biografi
Marie-Madeleine de Chauvigny var dotter till adelsmannen Guillaume de Chauvigny, Sieur d’Alençon et de Vaubougon, och Jeanne Du Bouchet, och blev bortgift med adelsmannen Chevalier de Gruel, Seigneur de La Peltrie. Äktenskapet var barnlöst. Hon blev en förmögen änka efter bara fem års äktenskap och engagerade sig därefter för missionen bland Kanadas urbefolkning. Det var en av anledningarna till varför hon emigrerade till Kanada tillsammans med de första nunnorna till kolonin, och agerade som deras finansiär.
Marie-Madeleine de Chauvigny grundade tillsammans med Marie de l'Incarnation ursulinerordens skolkloster i Québec år 1639. Det var ett av de två äldsta klostren för kvinnor i Kanada, grundat samma år som Marie Guenet de Saint-Ignace grundade sjukhusklostret Hôtel-Dieu de Québec; de två grupperna av nunnor tog sig till Kanada på samma fartyg. Hon var ursulinernunnornas sekulära ledare och finansiella stöd och bodde från 1646 permanent i deras kloster. Hon blev aldrig formellt sett en nunna, men följde i praktiken klosterreglerna och bar även nunnedräkt.